# Ghanský cedi
Ghanský cedi je národní měna západoafrické Ghany. Jeho současný ISO 4217 kód je GHS. Jedna setina cediho se nazývá pesewa. Jméno cedi pochází z kvaského jazyka akan, pravděpodobně z dialektu fante, ze slova sedi ve významu malá ulita, kauri.

## Historie měn v Ghaně
Rok po získání nezávislosti (1958) zavedla Ghana na svém území místní ghanskou libru. Tato libra měla ekvivalentní hodnotu s britskou librou a používala i stejný systém dílčích jednotek: 1 libra = 20 šilinků = 240 pencí.
„První“ cedi nahradil ghanskou libru v roce 1965 v poměru 1 libra = 2,4 cedi či 100 pesewa = 100 pencí. Zároveň přešel na decimální systém a byl rozdělen na 100 pesewa a nikoli na šilinky a pence. Cedi byl až do roku 1967, kdy bylo zavedeno „nové“ cedi, používáno spíše jako druhé platidlo vedle stále používané libry.
„Druhý“ cedi se do oběhu dostal v roce 1967 a vycházel z původního cediho v poměru 1 nový cedi = 1,2 původního cedi. Směnný kurs k libře byl tedy v roce 1967 1 libra = 2 cedi.
V roce 1979 vydala ghanská vláda nové bankovky cediho, stávající bankovky prohlásila za neplatné. Nové bankovky se vyměňovaly za původní v poměru 10 starých za 7 nových, pokud částka byla menší než 5000 cedi. Pokud částka přesáhla hranici 5000 cedi, směnný kurs byl 10 starých za 5 nových. Vláda tímto krokem stáhla z oběhu velké množství oběživa, zdůvodňovala to potřebou bojovat proti inflaci.
„Třetí“ cedi vnikl do oběhu 1.7.2007. Vycházel z předcházejícího cediho v poměru 10 000 předešlých cedi = 1 nový cedi. Až do 1.1.2009 kolovaly společně druhý a třetí cedi, od tohoto data se používá pouze třetí cedi.

## Mince a bankovky

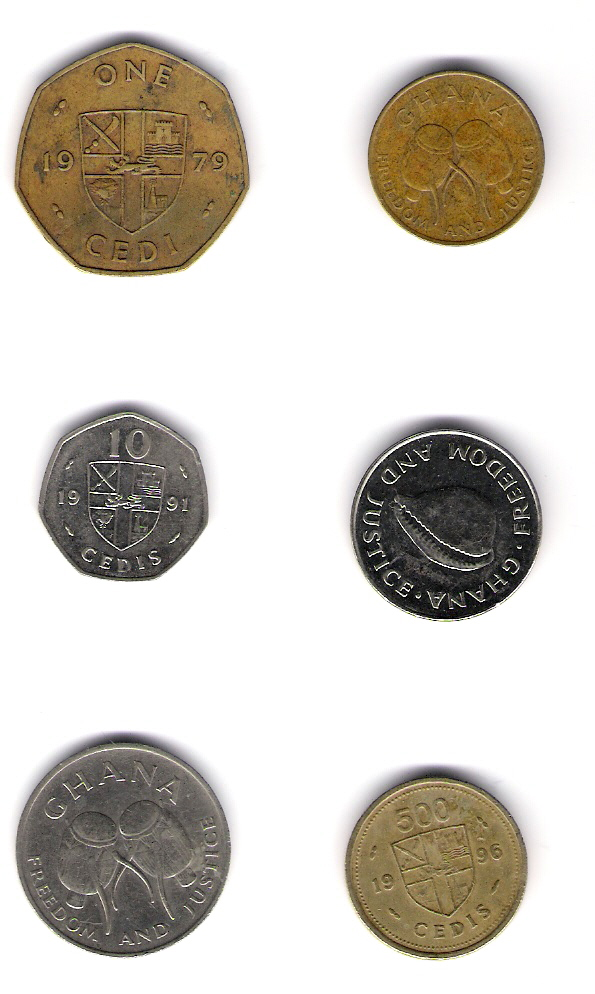
Některé z mincí druhého cedi

Současné mince třetího cedi mají nominální hodnoty 1, 5, 10, 20, 50 pesewa a 1 cedi. Bankovky třetího cedi jsou 1, 5, 10, 20, 50 cedi.

## Vývoj kurzu vůči americkému dolaru
Následující tabulka přehledně ukazuje, jak postupem času postupovala inflace v zemi a cedi ztrácel svoji hodnotu.
| 1965     | 0,824                                    | 1988 | 175 – 230 | 1998 | 2250–2350   |
| 1967     | 0,714                                    | 1989 | 230 – 300 | 1999 | 2350 – 3550 |
| 70. léta | 0,833 – 1,111                            | 1990 | 300 – 345 | 2000 | 3550 – 6750 |
| 1980     | 2,8 – oficiální kurz (na černém trhu 20) | 1991 | 345 – 390 | 2001 | 6750 – 7300 |
| 1983     | 30 – oficiální kurz (na černém trhu 120) | 1992 | 390 – 520 | 2002 | 7300 – 8450 |
| 1984     | 35                                       | 1993 | 555 – 825 | 2003 | 8450 – 8850 |
| 1985     | 50 – 60                                  | 1994 | 825–1050  | 2004 | 8850 – 8900 |
| 1986     | 90                                       | 1995 | 1050–1450 | 2005 | 8900 – 9500 |
| 1987     | 150 – 175                                | 1996 | 1450–1750 | 2006 | 9050 – 9600 |